# Palpomyia brachialis
Palpomyia brachialis är en tvåvingeart som först beskrevs av Alexander Henry Haliday 1833.  Palpomyia brachialis ingår i släktet Palpomyia och familjen svidknott. Inga underarter finns listade i Catalogue of Life.